# 站北街道
站北街道，曾是中华人民共和国辽宁省大連市西岗区下辖的一个乡镇级行政单位。2019年2月，站北街道并入日新街道。

## 行政区划
站北街道下辖以下地区：
。